# Gabrielle (chanteuse)
Pour les articles homonymes, voir Gabrielle.
Louise Gabrielle Bobb (née le 19 juillet 1969 à Hackney, Londres) est une chanteuse soul britannique connue sous le nom de Gabrielle. 

## Biographie
Cette auteur-interprète couronnée de lauriers a investi les charts anglais puis mondiaux dès son premier single Dreams, grâce au mariage de trois différents styles : pop, soul, RnB.
Son travail s'inspire des grands classiques du genre, mais aussi de la pop britannique du début des années 1980, les deux se conjuguant en un style de chant original, pur et émouvant. 
En 1993, elle se fait connaître et cartonne avec le titre Dreams. 
En 1996, elle renoue avec le succès en duo avec le groupe : East 17 avec le titre If you ever. 
Son 3e disque, Rise, lancé en 1999, est arrivé en tête des charts britanniques.  Deux ans plus tard, Gabrielle sort un album compilation, Dreams Can Come True, Greatest Hits Vol.1, qui contient la nouvelle chanson Out of Reach, que l'on retrouve dans la bande sonore du film Le Journal de Bridget Jones.
Son 5e album, Always, est sorti début octobre 2007, avec un single Why en duo avec Paul Weller, sorti le 17 septembre 2007 en téléchargement puis en single le 24 septembre 2007.
Pour préparer son 6e album, elle rentre en studio en 2012.
En 2013 sort le disque Now and Always: 20 Years of Dreaming, un album alternant nouvelles chansons et reprises d'anciens succès. L'album, qui souligne également les 20 ans de carrière de l'artiste, est suivi d'une tournée au Royaume-Uni en mars 2014. La même année, elle participe au festival de Rovinj, en Croatie.
Elle a un fils né le 16 avril 1995 de sa relation avec Tony Antoniou.

## Anecdote
Gabrielle porte des lunettes noires ou un bandeau pour un problème de naissance à l’œil droit. Bien qu'opérée avec succès, elle garde cette marque distinctive pour les clips, les plateaux télé et la scène estimant que cela fait partie de son personnage.

## Discographie

### Albums studio
- 1993: Find Your Way
- 1996: Gabrielle
- 1999: Rise
- 2004: Play to Win
- 2007: Always
- 2018: Under My Skin
- 2021: Do it Again (Album de reprises : Roberta Flack, Rihanna, Tracy Chapman…)
- 2024: A Place in Your Heart

### Compilations
- 2000: Rise Underground (Album de remixes)
- 2001: Dreams Can Come True: Greatest Hits Vol.1
- 2013: Now and Always: 20 Years of Dreaming
- 2016: Dreams: The Best of Gabrielle

### Participations
Sa chanson Forget About the world a été remixée par Daft Punk.